# Дордой (рынок)
Дордой — крупнейший вещевой рынок в Центральной Азии, в пригороде Бишкека, существующий с начала 1990-х годов по настоящее время. Общая площадь около 100 га, и порядка 40 000 торговых точек. Работает около 55 000 человек, плюс ещё косвенная занятость (вспомогательные услуги и внешняя торговля) порядка 100 000—150 000 человек. Выпускается своя газета. Работает 364 дня в году, единственный выходной 1 января. Время работы с 6 часов утра до 18 часов дня. Расположен на Кожевенной улице Бишкека.

## История
Возник в 1991 году, как основная перевалочная база товаров из Китая в страны Центральной Азии (в основном Казахстан, Киргизия, Узбекистан) и азиатскую часть России (Сибирь и Дальний Восток). Основателем и основным владельцем является киргизский миллиардер Аскар Салымбеков, ныне президент ассоциации «Дордой».

## Экономическое значение
Рынок «Дордой» имеет существенное значение для экономики Кыргызстана. По данным исследования Всемирного банка «Клубок шёлка: Безграничные базары и приграничная торговля в Центральной Азии», в 2009 году товарооборот «Дордоя» составил $4 млрд (данных за 2010 год нет). До кризиса 2008 года, по оценкам экспертов, эта сумма приближалась к $7 млрд.

## Структура рынка
Рынок Дордой состоит из 15 районов:
- Автозапчасти
- Ак-Суу
- Алканов
- Восток
- Джунхай
- Дордой
- Дордой-АЗС
- Дордой-Север
- Евразия
- Европа
- Кербен-Север
- Кербен-Юг
- Мурас-Спорт
- Оберон-Форт
- Шанхай
- Нурболот

3 самых длинных сквозных ряда:
- Центральный проход
- Мир обуви
- Брючный ряд

## Критика
Распространены случаи мошенничества, в основном в пунктах обмена валюты.